# The Manxman
The Manxman (O Ilhéu) de 1929 é o último filme mudo do diretor Alfred Hitchcock baseado no livro homônimo de Sir Hall Caine. O roteiro não foi escolhido pelo diretor, mas pelo estúdio British International Pictures, com quem  Hitchcock tinha um contrato. As cenas foram filmadas na Ilha de Man, local da estória original.
O filme trata de um triângulo amoroso entre o pescador Pete Quilliam (Carl Brisson), o advogado Philip Christian (Malcolm Keen) e a jovem Kate Cregeen (Anny Ondra) filha do dono da taverna local.  O pai de Kate é contra o relacionamento dela com Pete, por este ser pobre; Pete então decide tentar fortuna na África do Sul, mas é dado erroneamente como morto.  Philip, um grande amigo de Pete então aproxima-se de Kate, e os dois apaixonam-se.  Pete no entanto retorna à ilha vivo, com algumas poses. Contra sua vontade Kate casa-se com Pete e logo após, tem um filho; na verdade fruto do relacionamento com Philip que torna-se juiz na ilha.  Cansada de mentiras e infeliz no casamento tenta o suicídio. O caso vai para o tribunal de Philip que assume publicamente seu relacionamento com Kate e a paternidade de seu filho.  Philip perde a amizade de Pete, seu cargo e deixa a ilha junto com Kate.